# Rebrinčevolistna hladnikija
Rebrinčevolistna hladnikija ali hladnikovka (znanstveno ime Hladnikia pastinacifolia) je slovenska paleoendemična in monotipična rastlinska vrsta, ki spada v rod Hladnikia in družino kobulnic (Apiaceae). Vrsta, ki je edini preživeli predstavnik svojega endemičnega roda, je omejena na površino zgolj 4 km2, locirano v Trnovskem gozdu, kraški planoti Zahodne Slovenije. Nemški botanik Heinrich Gottlieb Ludwig Reichenbach je rod poimenoval po karniolskem botaniku in ustanovitelju Botaničnega vrta Univerze v Ljubljani, Francu Hladniku.

## Opis
Hladnikovka je rastlinska vrsta družine kobulnic. Gre za monokarpno (hapaksantno) zelišče in večletnico, ki uspeva več vegetacijskih dob, šele nato zacveti in plodi. Posamezniki, za katere je značilno pokončno steblo, lahko dosežejo od 15 do 30 centimetrov višine. Najprej so hladnikovkini usnjati in svetleči listi enostavni in urejeni v rozete. Kasneje, ko se poveča listna površina, listi postanejo krpati. Rebrinčevolistna hladnikija po videzu spominja na dobro poznano navadno zeleno (Apium graveolens), a se z zelenimi deli razrašča nekoliko gosteje. Rastlinina korenina je dolga in lignificirana. Cvet sestoji iz belih, srčasto oblikovanih in 1 mm dolgih venčnih listov.
Le malo je znanega o razmnoževanju hladnikovke. Vrsta je entomofilna (žužkocvetna) in ima več različnih opraševalcev. Predvideva se, da občasno pride do križanja. Hladnikovka cveti med majem in julijem. Po uspešni oprašitvi se semena, ki nimajo prisotnih posebnih razširjevalnih prilagoditev, razvijejo med koncem avgusta in septembrom. Plod je pokovec (shizokarp), ki se po zoritvi razdeli na dva 4 mm velika in 2 mm široka merikarpa.
Hladnikia pastinacifolia ima 2n = 22 kromosomov.

## Razširjenost in ohranjanje
Rastlina je slovenska paleoendemična vrsta, omejena na majhno območje (4 km2) Trnovskega gozda. Tam osebki rastejo na južnih pobočjih planote in dveh izoliranih predelih, ki sta 9 km stran na severnih pobočjih. Ker vrsta ni habitatni specialist, jo je moč najti rasti na različnih površinah: opažena je bila na kamnitih traviščih, skalnih razpokah in meliščih. Laboratorijske molekularne analize so pokazale, da je Hladnikia pastinacifolia pleistocenski ostanek in situ.
Četudi je na Rdečem seznamu IUCN populacijski trend vrste označen kot stabilen, ima hladnikovka status DD (premalo podatkov). Med omenjenimi grožnjami so predvsem človeške motnje (kot so denimo rekreacijske aktivnost) in posegi v naravne sisteme. Trnovski gozd velja za območje, zavarovano s programom Natura 2000. Zaradi majhnega območja razširjenosti in različnih groženj se intenzivno raziskuje možno krioprezervacijo vrste.